# Nkoya (L.50) jezici
Nkoya (L.50) jezici, malena podskupina nigersko-kongoanskih jezika iz Zambije koja čini dio šire centralne bantu skupine u zoni L. Postoji samo jedan predstavnik, jezik nkoya ili shinkoya [nka], kojim govori oko 146.000 ljudi (2006).

## Vanjske poveznice
- Ethnologue (14th)
- Ethnologue (15th)